# Gerhard Oppitz
Gerhard Oppitz (nacido el 5 de febrero de 1953 en Frauenau) es un pianista clásico alemán.

## Formación y estilo interpretativo
Estudió con Paul Buck en Stuttgart, Hugo Steurer en Múnich y en Positano con Wilhelm Kempff, que se convirtió en su mentor y de quien aprendió el enfoque interpretativo del piano de Beethoven. También se perfecciona con Claudió Arrau, que le aproxima a su sentido de la construcción en la interpretación de las obras.

## Carrera y repertorio
En el verano de 1977, a la edad de 24 años, Oppitz fue el primer alemán en ganar el Concurso de piano Arthur Rubinstein de Tel Aviv en Israel. En 1981 fue nombrado profesor en el Hochschule für Musik und Theater München donde todavía enseña. Como solista ha aparecido con muchas orquestas y directores famosos del mundo. También interpreta música de cámara en un trío con el violinista Dmitri Sitkovetsky y el violonchelista David Geringas y toca también en dúo con el violinista Gil Shaham.
Los ciclos completos de obras tienen una presencia fundamental en su repertorio de conciertos, incluyendo las obras para piano solo de Schubert y Grieg y las sonatas de Beethoven y Mozart, El clave bien temperado de Bach y, especialmente, las obras completas de piano de Johannes Brahms. Ha grabado el Concierto de Piano Op. 114 de Max Reger con la Orquesta Sinfónica de Bamberg y el director Horst Stein.
En 2009 recibió el Premio Brahms de la Sociedad Brahms de Schleswig-Holstein.
Entre su alumnado está la pianista Valentina Babor.